# Ditylenchus
Ditylenchus – rodzaj nicieni z rodziny Anguinidae.
Przedstawiciele rodzaju:
- Ditylenchus destructor – niszczyk ziemniaczak
- Ditylenchus dipsaci – niszczyk zjadliwy